# Before I Self Destruct (film)
Pour plus de détails, voir Fiche technique et Distribution.
Before I Self Destruct est un film américain écrit et mis en scène par le rappeur 50 Cent, sorti fin 2009 dans un coffret avec son 4e album Before I Self Destruct.

## Fiche technique
- Titre : Before I Self Destruct
- Réalisation : 50 Cent
- Scénario : 50 Cent
- Production : 50 Cent, Ken Kushner et J. Jesses Smith
- Musique originale : Victor Bruno et Stephen Tubin
- Montage : Stephen Franciosa Jr., Jimmy Higgins et Ned Silhavy
- Décors : Tamar Gadish
- Producteur : 50 Cent
- Pays :  États-Unis
- Langue : anglais

## Distribution
- Curtis « 50 Cent » Jackson : Clarence
- Clifton Powell : Sean
- Ira Berkowitz : Mr Moore
- Cathleen Trigg : Betty